# Associació Lectura Fàcil
L'Associació Lectura Fàcil és una organització sense ànim de lucre fundada el 2003 a Catalunya amb l'objectiu de promoure l'accés a la lectura, la cultura i la informació per a totes les persones, especialment per a aquelles amb dificultats de lectura.
Aquests objectius s'assoleixen a través de la revisió i validació de materials de lectura fàcil seguint les directrius establertes per l'IFLA i l'ILSMH, així com a través de l'organització de cursos i tallers sobre tècniques de redacció de lectura fàcil i dinamització de la lectura.
L'Associació també ofereix orientació i ajuda per a la creació de Clubs de Lectura Fàcil. A més, l'ALF ha creat diversos premis i ha establert una xarxa de llibreries de referència i un mapa que localitza les entitats, associacions, biblioteques i llibreries que participen en el projecte.